# Liste der Naturdenkmale in Rauschenberg
Die Liste der Naturdenkmale in Rauschenberg nennt die im Gebiet der Stadt Rauschenberg im Landkreis Marburg-Biedenkopf in Hessen gelegenen Naturdenkmale.
| Bild            | Bezeichnung                      | Ortsteil, Lage                                                        | Beschreibung | Art        | Nr.     |
| --------------- | -------------------------------- | --------------------------------------------------------------------- | --- | ---------- | ------- |
| BW              | Winterlinde                      | Rauschenberg, Bahnhofstraße 57 und 59 50° 52′ 43,4″ N, 8° 55′ 57,7″ O | Standort auf 2 Privatgrundstücken am südöstlichen Stadtrand unweit der Bahn und der Wohra.                                                      | Einzelbaum | 250     |
| BW              | Josbacher Heide                  | Josbach 50° 54′ 43,1″ N, 8° 58′ 12,7″ O                               | Südhang mit Wacholderheide, die östliche Teilfläche ist mit niederwaldartigem Eichenmischwald bewachsen. Weideprojekt Wacholderheide Josbach.   |            | 251     |
| BW              | 13 Eichen (Huteeichen)           | Bracht 50° 55′ 50,1″ N, 8° 50′ 28,5″ O                                | Mitunter knorrige Baumgruppe rund um das Forsthaus Hirschberg zwischen der B 3 und der L 3077. Eine Eiche abgestorben, eine nur noch ein Stamm. | Baumgruppe | 300     |
| Fotos hochladen | Hohle Eiche (Stieleiche)         | Bracht 50° 55′ 56,9″ N, 8° 51′ 39,3″ O                                | 2 Stieleichen am alten Rosenthaler Weg im Wald (Plateaulage).                                                                                   |            | 301     |
| Fotos hochladen | 2 Stieleichen ehemals 4          | Bracht 50° 55′ 56,4″ N, 8° 50′ 25,7″ O                                | An einem Weg im Wald ca. 150 bis 250 m nordwestlich des Forsthauses Bracht. Nur noch eine Eiche vorhanden.                                      |            | 302     |
| BW              | 4 Winterlinden                   | Rauschenberg 50° 51′ 52,5″ N, 8° 55′ 52,5″ O                          | Etwa 500 m nördlich der Hardt-Mühle auf einer Viehweide zwischen einer Straße und der Wohra.                                                    |            | 303     |
| Fotos hochladen | Heidefläche am Steinbornskopf    | Bracht 50° 55′ 30,6″ N, 8° 51′ 45″ O                                  | Nach Südwesten exponierter Hang mit Heidevorkommen. Wacholderstandort.                                                                          |            | 305     |
| Fotos hochladen | Sandgrubengelände „Am Ellerwege“ | Bracht 50° 55′ 4,5″ N, 8° 50′ 15,5″ O                                 | Ehemaliges Sandgrubengelände am Waldrand. Ein Tümpel mit natürlichem Uferbewuchs hat sich zum Amphibienbiotop entwickelt.                       |            |         |
| BW              | Rotbuche                         | Bracht 50° 55′ 50,2″ N, 8° 51′ 28,2″ O                                | Etwa 150 Jahre alter, 20 m hoher Einzelbaum mit 3,28 m Umfang. Heuweg am Waldrand an einer Windbruchschneise.                                   | Einzelbaum | 308     |
| BW              | Stieleiche                       | Bracht 50° 54′ 49,6″ N, 8° 51′ 39,6″ O                                | Auf einer Wiese am Forsthaus „Hirschberg“ | Einzelbaum | 534 640 |

## Belege
1. ↑  
Naturdenkmale in Hessen. (pdf; 405 kB) Anlage zu Kleine Anfrage der Abg. Ursula Hammann (BÜNDNIS 90/DIE GRÜNEN) vom 15.04.2011 betreffend Biotopverbund Teil 2 und Antwort der Ministerin für Umwelt, Energie, Landwirtschaft und Verbraucherschutz. Hessischer Landtag, 22. Juni 2011, S. 90–102, abgerufen am 4. Februar 2016.
2. ↑  Wacholderheide Josbach, Agentur Naturentwicklung Marburg-Biedenkopf, abgerufen am 13. April 2023.
3. ↑  Weideprojekt Wacholderheide Josbach, abgerufen am 13. April 2023.

- Karte mit allen Koordinaten:
- OSM |
- WikiMap